# Космическая одиссея 2010
«Космическая одиссея 2010» (англ. 2010: The Year We Make Contact; также называется «2010», «2010: Год вступления в контакт») — американский научно-фантастический фильм 1984 года, поставленный режиссёром Питером Хайамсом по второй книге Артура Кларка из серии «Космическая одиссея» — «2010: Одиссея два», как продолжение фильма Стэнли Кубрика «Космическая одиссея 2001 года».

## Сюжет
События фильма происходят через девять лет после таинственного провала миссии космического корабля «Дискавери». Американцы пытаются понять проблемы, вызвавшие неполадки на «Дискавери», и причину исчезновения Дэйва Боумена, а также, если будет возможно, исследовать опустевший корабль и находящийся на околопланетной орбите Юпитера чёрный монолит. Советский Союз тоже ведёт подготовку своей экспедиции с теми же целями и опережает американцев на пару лет, но у СССР нет специалистов по компьютерным системам для ввода в строй HAL 9000 и «Дискавери». К тому же русским неизвестно, что произошло у Юпитера, и они опасаются повторения ошибок американцев, поэтому предлагают тем включить в экипаж советского корабля своих специалистов. СССР и США формируют совместную экспедицию, которой предстоит отправиться к Юпитеру на борту советского корабля «Алексей Леонов». В состав международного экипажа наряду с командиром Татьяной Кирбук и другими советскими космонавтами — Максимом Брайловским, Василием Орловым, Ириной Якуниной, Владимиром Руденко, Александром Ковалёвым и Николаем Терновским — входят Хейвуд Флойд (из «Космической одиссеи 2001 года»), создатель суперкомпьютера HAL 9000 доктор Чандра и американский военный инженер Уолтер Курноу, принимавший участие в создании «Дискавери».
Достигнув Юпитера, на спутник планеты Европу (один из четырёх галилеевых спутников) с «Алексея Леонова» отправляют исследовательский зонд, оснащённый новейшим оборудованием. Зонд фиксирует движение некой крупной формы жизни под толстым слоем льда, покрывающим поверхность планеты. Однако зонд уничтожается вспышкой света при первой же попытке сфотографировать таинственный объект.
«Дискавери» обнаруживается заброшенным на орбите другого галилеева спутника Юпитера — Ио. Вследствие вулканической активности на Ио корабль покрыт толстым слоем серы. Экипаж «Леонова» очищает его от наслоений, и Брайловский с Курноу получают возможность вернуть «Дискавери» в рабочее состояние. В результате доктор Чандра вновь активизирует HAL 9000, чтобы обнаружить в его базе данных информацию о происшествиях на корабле.
На орбите Юпитера открыт большой чёрный монолит, аналогичный изображённым в «Космической одиссее 2001 года». Сделанные на большом удалении снимки не позволяют изучить природу этого объекта, и Максиму Брайловскому приходится направиться к нему вплотную, повторяя ошибку Боумена. Когда Максим приближается к монолиту, из последнего вырывается всплеск энергии.
Затем следуют сцены с участием Дэйва Боумена, превращённого четвёртым монолитом в «дитя звёзд». Одно из его воплощений появляется на Земле, вступая в контакт с родственниками и старыми знакомыми. Например, он обращается к своей вдове с экрана телевизора (он собрался попрощаться с ней). Затем его воплощение предстаёт перед Флойдом на «Дискавери», предупреждая о необходимости покинуть орбиту Юпитера в течение двух дней. Флойд интересуется, что должно произойти через два дня, на что дух его коллеги отвечает «Что-то прекрасное».
Судя по эпизоду явления Боумена умирающей матери, его воплощение владеет технологией времени. Этот визит Боумена вызван предстоящей вспышкой Юпитера в 2010 году, однако время встречи отнесено сценарием на 9 лет назад, спустя всего 6 месяцев после гибели космонавта.
Между тем происходит эскалация напряжения в отношениях Советского Союза и Соединённых Штатов. Американским астронавтам приказано оставить борт корабля «Алексей Леонов» как «вражескую территорию» и перейти на «Дискавери». Однако вскоре случается событие, заставляющее советских и американских космонавтов забыть былые коллизии: американский спутник обнаруживает в атмосфере Юпитера образование, получившее название «Большое чёрное пятно». Позднее телескопы на борту «Леонова» устанавливают, что ранее появившееся Большое чёрное пятно в атмосфере Юпитера на самом деле является не ураганом, а скоплением монолитов, количество которых увеличивается в геометрической прогрессии.
Оказывается, что ни «Алексей Леонов», ни «Дискавери» не смогут доставить свои экипажи на Землю в одиночку, если они будут запущены в спешном порядке, поскольку стартовое окно открывается лишь через несколько дней. Поэтому экипаж советского корабля и Флойд создают план спасения, в котором американскому кораблю предстоит сыграть роль стартового ускорителя «Леонова», на который планируется эвакуировать обе команды. Однако в таком случае «Дискавери» и HAL 9000, управляющий им, останутся скованными на орбите Ио, не имея достаточно горючего для дальнейшего перелёта. Доктору Чандре предстоит убедить HAL в опасности, нависшей над людьми на борту обоих кораблей, и предотвратить поведение компьютера, наблюдавшееся в 2001 году. В конце концов HAL соглашается пожертвовать собой ради спасения людей на «Леонове». Но, как оказалось в заключение действий HAL, он всё это время работал под контролем Боумена и при расставании с доктором Чандрой в ответ на его «Спасибо, HAL» сказал «До свидания, доктор Чандра».
Покидая орбиту Юпитера, экипаж «Леонова» наблюдает, как монолиты опоясывают всю планету. В конечном итоге они увеличивают плотность планеты до такой степени, что поднявшиеся давление и температура делают возможным начало процесса термоядерного синтеза на планете-гиганте. Юпитер превращается в малую звезду. Фильм представляет фотографии известных мест Земли с двумя солнцами на небе. Как следует из монолога Флойда, это чудесное событие заставляет лидеров двух враждующих в холодной войне сверхдержав — СССР и США — прекратить противостояние и заключить мир.
Когда «Леонов» направляется к Земле, HAL приказано передавать сообщение следующего содержания: «Все эти миры, кроме Европы, ваши. Не пытайтесь сесть тут. Пользуйтесь ими вместе. Пользуйтесь ими в мире». Это сообщение от HAL поступает на «Леонов» уже после взрыва и превращения Юпитера в звезду (и уничтожению «Дискавери» во время превращения Юпитера в малую звезду), что говорит о сохранении и жизни разума суперкомпьютера, и Боумена в новой реальности.
В финале картины изображается преобразование Европы из безжизненной ледяной пустыни в цветущие джунгли. В последних кадрах представлен стоящий посреди озера на Европе монолит, ожидающий появления зачатков разумных форм жизни.

## В ролях
- Рой Шайдер — Хейвуд Флойд
- Джон Литгоу — Уолтер Курноу
- Хелен Миррен — командир Таня Кирбук
- Боб Балабан — доктор Чандра
- Кир Дулли — Дэйв Боумен
- Дана Элькар — Дмитрий Мойсевич
- Савелий Крамаров — доктор Владимир Руденко
- Илья Баскин — Максим Брайловский
- Наташа Шнайдер — Ирина Якунина
- Виктор Стейнбах — Николай Терновский
- Ян Тршиска — Александр Ковалёв
- Владимир Скомаровский — Юрий Светланов
- Мэдолин Смит-Осборн — Каролина Флойд
- Дуглас Рейн — голос HAL 9000
- Артур Кларк — мужчина на скамейке

## Отзывы
В послесловии к роману «3001: Последняя одиссея» Артур Кларк упоминает фильм Хайамса и называет его блестящим.

## Награды и номинации
- 1985 — пять номинаций на премию «Оскар»: лучшая работа художников-декораторов (Альберт Бреннер, Рик Симпсон), лучшие костюмы (Патриция Норрис), лучший грим (Майкл Уэстмор), лучший звук, лучшие спецэффекты.
- 1985 — три номинации на премию «Сатурн»: лучший научно-фантастический фильм, лучшие костюмы (Патриция Норрис), лучшие спецэффекты (Ричард Эдлунд).
- 1985 — премия «Хьюго» за лучшую постановку.